# Fitzroya
Fitzroya és un gènere de coníferes de la família de les cupressàcies (Cupressaceae). L'única espècie actualment viva és Fitzroya cupressoides, que és una conífera nativa dels Andes al sud de Xile i l'Argentina, on és un membre important del bosc temperat de Valdívia. El nom científic és en honor de Robert FitzRoy; entre els noms comuns hi ha lawal (nom Mapuche) i alerç de Xile.
És un arbre molt gros de fulla persistent, l'espècie de planta més grossa d'Amèrica del sud. Normalment arriba a 40–60 m d'alt. Charles Darwin informà d'haver trobat un de 12,6 m de diàmetre de tronc.
El 1993 un espècimen de Xile es va trobar que tenia 3.622 anys essent el segon més vell arbre del món després del Great Basin Bristlecone Pine.
Se n'han trobat fulles fòssils de 35 milions d'anys a Tasmània anomenat Fitzroya tasmanensis. part de la flora antàrtica.

## Història
L'aprofitament forestal de Fitzroya a la Capitania de Xile començà el 1599 i continuà fins al 1976  quan per llei quedà prohibida.
Durant l'època colonial la fusta de Fitzroya de l'arxipèlag Chiloè era molt valorada i els trossos es feien servir com a moneda anomenada "real de alerce".